# Melsa accessòria
Una melsa accessòria és un petit nòdul de teixit esplènic que es troba separada del cos principal de la melsa. Un 10 per cent de la població té melses accessòries. Les melses accessòries fan típicament al voltant d'1 centímetre de diàmetre i poden semblar un gangli limfàtic o una melsa petita. Es formen com a resultat de traumes o anomalies del desenvolupament. Són rellevants en el camp mèdic car poden donar errors d'interpretació en diagnòstics per imatgeria o presentar símptomes després d'una esplenectomia terapèutica (exèresi quirúrgica de la melsa).

## Causes i ubicacions
Les melses accessòries es poden formar durant l'embriogènesi quan algunes de les cèl·lules de la melsa en desenvolupament es dipositen entre el seu camí central, on la melsa es forma, i la seva ubicació final al costat esquerre de l'abdomen al nivell de les costelles 9 i 11. Les ubicacions més típiques de les melses accessòries són a l'hil de la melsa i adjacents a la cua del pàncrees. Es poden trobar a qualsevol lloc al llarg dels vasos esplènics, al lligament gastroesplènic, al lligament esplenorenal, a les parets de l'estómac o de l'intestí, a la cua pancreàtica, a l'omentus majus, al mesenteri, a la fossa renal,o a les gònades i el seu camí de baixada. La mida típica és aproximadament 1 centímetre, però poden variar d'uns quants mil·límetres fins a 2–3 centímetres.
Una fusió esplenogonadal pot produir-se quan una o més melses accessòries es troben al llarg del camí entre l'abdomen i la pelvis o escrot. La melsa es comença a formar a prop de la cresta urogenital on les gònades es desenvolupen. Les gònades poden agafar part del teixit de la melsa, i mentre descendeixen a través de l'abdomen durant el desenvolupament embrionari, poden dipositar un continu o una línia trencada de teixit esplènic.

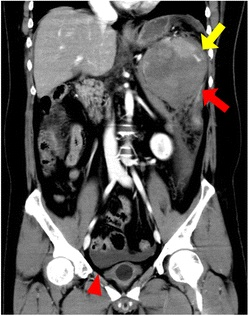
Les melses accessòries poden experimentar hipertròfia després d'una esplenectomia Molt rarament, poden causar hemorràgies (imatge).

L'esplenosi és una condició on els focus de teixit esplènic experimenten autotrasplantament, sovint a partir d'un trauma físic o d'una esplenectomia. Fragments del teixit desplaçat poden implantar-se a sobre de superfícies vascularitzades de la cavitat abdominal, o al tòrax si la barrera diafragmàtica és trencada.

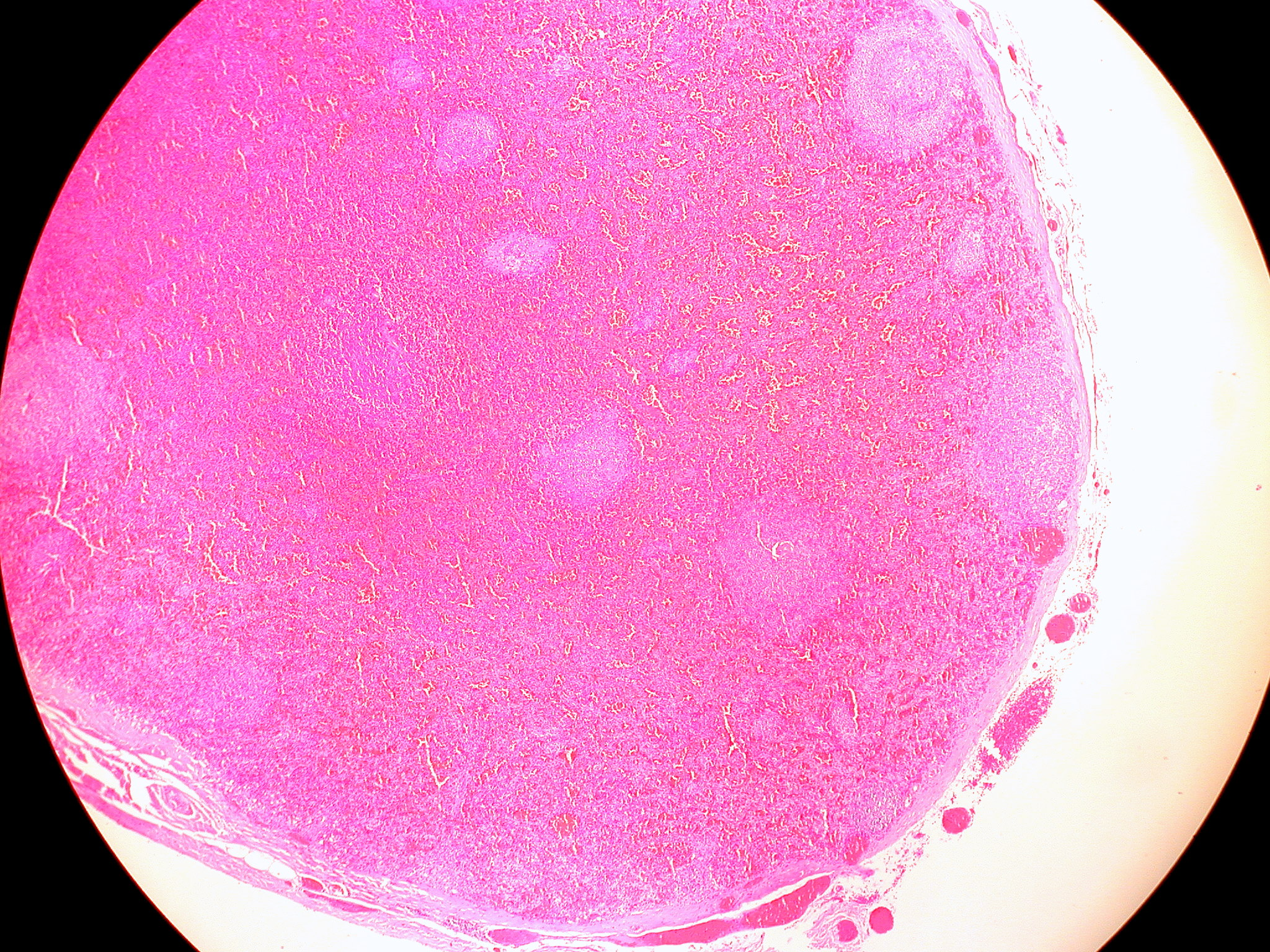
Secció histològica d'una melsa accessòria
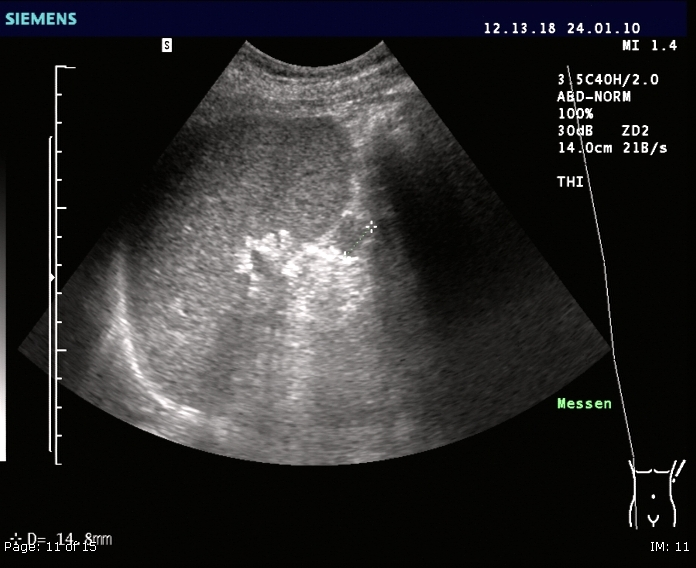
Ultrasonografia d'una melsa accessòria.

## Rellevància
Si l'esplenectomia s'aplica per tractar una situació on cèl·lules sanguines són segrestades a la melsa, el problema romandrà si no es treuen també les melses accessòries. Durant imatgeria mèdica, les melses accessòries poden ser confoses per ganglis limfàtics engrandits o per creixement neoplàstic a la cua del pàncrees, del tracte gastrointestinal, de les glàndules suprarenals o de les gònades.